# نگاه‌ها بر من
«نگاه‌ها بر من» (به انگلیسی: Eyes on Me) تک‌آهنگی از هنرمند اهل کانادا سلین دیون است که در ۷ ژانویه ۲۰۰۸ منتشر شد.